# Julius Scharre
Franz Julius August Scharre (* 31. Januar 1810 in Leipzig; † 17. März 1868 in Riesa) war ein deutscher demokratischer Politiker und Bürgermeister in Strehla. 

## Leben
Er studierte zwischen 1830 und 1834 Rechtswissenschaften in Leipzig. 1830 wurde er Mitglied der Alten Leipziger Burschenschaft. Deswegen wurde er zunächst zu zwei Jahren Gefängnis verurteilt, danach aber vom Appellationsgericht in Dresden freigesprochen. Anschließend trat er in den sächsischen Justizdienst ein. Zwischen 1834 und 1836 war er Akzessist am Stadtgericht in Leipzig. Danach war er bis 1845 Assessor am Patrimonialgericht in Rotha. Im Jahr 1845 war er Advokat und Bürgermeister in Strehla. 
Im Jahr 1848 wurde er zum Mitglied der Frankfurter Nationalversammlung gewählt. Er vertrat den Wahlkreis Hayn. Er gehörte der demokratischen Fraktion Deutscher Hof und dem Zentralmärzverein an. Er hat Friedrich Wilhelm IV. nicht zum Kaiser der Deutschen mitgewählt. Wegen seiner Teilnahme am Stuttgarter Rumpfparlament wurde er als Bürgermeister 1849 seines Amtes enthoben, bald aber wieder eingesetzt. Er blieb bis 1859 im Amt. Danach war er Advokat in Riesa.
Nach ihm ist in Strehla eine Straße benannt.